# Macropsebium cotterilli
Macropsebium cotterilli är en skalbaggsart som beskrevs av Bates 1878. Macropsebium cotterilli ingår i släktet Macropsebium och familjen långhorningar.
Artens utbredningsområde är:
- Botswana.
- Zimbabwe.

Inga underarter finns listade i Catalogue of Life.